# Dele Alli
Bamidele Jermaine «Dele Alli» (Milton Keynes, l'11 d'abril de 1996) és un futbolista anglès que juga com a migcampista al Como 1907. És internacional amb la selecció anglesa.

## Trajectòria

### Principis
Dele va començar a jugar a futbol en el Milton Keynes Dons amb 11 anys per començar la seva formació juvenil.
Va estar jugant a les divisions formatives en las que va destacar positivament i va ser al 2011 que va ser convocat per jugar amb els professionals.
El 12 de novembre va ser convocat a la primer ronda de la FA cup en la qual van guanyar 6-0.
L'equip va disputar tres partits de la FA Cup però no va poder gaudir de cap minut.
Al acabar la temporada va ser ascendit amb 16 anys per jugar amb el primer equip.

### Milton Keynes Dons Football Club
Va debutar de manera professional el 2 de novembre del 2012 en un partit de FA cup contra el Cambridge City, va entrar al minut 64 amb el dorsal 21 i finalment van quedar 0-0, no va fer una gran actuació però en general va fer un bon partit.
A l'haver empatat es va jugar un segon partit per determinar un guanyador, Dele va ser titular i van acabar la primera part guanyant 3-0, al segona part finalment Dele Alli va marcar el seu primer gol com a professional al minut 75. Finalment van guanyar 6-1.
Va debutar en la League One contra el Coventry City FC al 29 de desembre de 2012, però van perdre 3-2.
Al final de temporada van quedar vuitens a la lliga i Dele Alli va marcar un gol en 7 partits.
La següent temporada va jugar alguns partits entrant de suplent als últims minuts i al final va marcar 7 gols en 37 partits.
A la temporada 2014 va fer una gran actuació i al primer semestre va fer un total de 12 gols i 5 assistències en 33 partits. El seu talent va captar a diferents equips Europaus i finalment va ser comprat pel Tottenham per un quantitat de 7 milions d'euros.
Va seguir jugant el que faltava de temporada amb el Milton Keynes Dons i va aconseguir ascendir de divisió marcant 16 gols.

### Tottenham Hotspur Football Club
Va debutar amb el Tottenham el 8 d'agost entrant al minut 77 contra el Manchester United FC, desafortunadament van perdre 1-0.
Va ser al 22 d'agost que va marcar el seu primer gol 15 minuts després de substituir Eric Dier contra el Leicester City.
Al 6 de novembre va ser nominat al premi Golden Boy, com un dels 40 millors jugadors Sub-21 del món. Al final va ser Anthony Martial qui el va guanyar.
Va acabar la temporada marcant 10 gols i 9 assistències, i el seu gol contra el a Crystal Palace Football Club va ser guardonat com el millor gol de la temporada per "BBC Match of the Day.
La temporada 2016-17 va seguir marcant gols i donant assistències, va acabar superant els 10 gols en aquella temporada en la Premier League.

## Internacional

### Juvenils
Ha jugat a diferents nivells amb la selecció anglesa en les categories Sub-17, Sub-18, Sub-19 i Sub-21.
En el campionat sub-17 va jugar els 3 partits però només va guanyar-ne 1. Va fer un millor campionat al 2015, en el campionat europeu de la UEFA sub-19.
Va guanyar els 3 partits de la primers ronda però no va ser convocat per la següent ronda i Anglaterra no va poden arribar a la final.
Va ser també al 2015 que va jugar el seu primer partit en la selecció sub-17, va ser titular en aquell partit de classificació a Campionat d'Europa de futbol sub-21 i van guanyar per la mínima contra Noruega.

### Absoluta
Va ser convocat a l'1 d'octubre de 2015 per primera vegada amb la selecció anglesa i va disputar 2 partits per la classificació de l'Eurocopa del 2016.
Debutà al 9 d'Octubre contra Estònia i van guanyar 2-0.
Al 12 d'Octubre va jugar contra Lituània començant el partit novament a la banqueta, va substituir Lallana al minut 67 i van aconseguir el seu bitllet a l'Eurocopa després de guanyar 3-0.
El seu primer partit com a titular en la selecció va ser en un amistós que va jugar contra França al 17 de novembre, va marcar el seu primer gol fent un potent xut des de fora l'àrea que va impressionar als espectadors de Wembley, van acabar guanyant 2-0.
Va seguir sent convocat per l'Eurocopa 2016 i el mundial del 2018, en els quals va fer bones actuacions.